# 馬桑溪長江大橋
馬桑溪長江大橋位於中国重慶市，连接大渡口區和巴南區，距下游李家沱長江大橋6公里。承载此段共线的重庆内环快速以及兰海高速。该桥1998年10月开工，2001年12月通车。

## 技术参数
國道主幹線重慶一湛江公路（重慶境）上橋至界石段工程項目C合同段，路長1540.5m，其中正橋長726.16m，為179m+360m+179m三跨雙塔空間索面漂浮體系斜拉橋，橋面寬30.6m。引橋為9X40m預應力鋼筋混凝土簡支T梁橋，橋面寬28.6m。